# Њу Касл (Вирџинија)
Њу Касл (енгл. New Castle) град је у америчкој савезној држави Вирџинија. По попису становништва из 2010. у њему је живело 153 становника.

## Демографија
Према попису становништва из 2010. у граду је живело 153 становника, што је 26 (14,5%) становника мање него 2000. године.
| Група             | 2000.        | 2010.       |
| Белци             | 179 (100,0%) | 150 (98,0%) |
| Афроамериканци    | 0 (0,0%)     | 0 (0,0%)    |
| Азијати           | 0 (0,0%)     | 0 (0,0%)    |
| Хиспаноамериканци | 0 (0,0%)     | 0 (0,0%)    |
| Укупно            | 179          | 153         |